# Best Always (album Ricky’ego Nelsona)
Best Always – muzyczny album studyjny piosenkarza i aktora Ricky'ego Nelsona wydany przez Decca Records 19 kwietnia 1965 roku. 

## Utwory
| A1 | I'm Not Ready For You Yet | 2:03 |
| A2 | You Don't Know Me         | 2:20 |
| A3 | Ladies Choice             | 2:05 |
| A4 | Lonely Corner             | 2:00 |
| A5 | Only The Young            | 2:10 |
| A6 | Mean Old World            | 2:07 |
| B1 | I Know A Place            | 2:40 |
| B2 | Since I Don't Have You    | 2:14 |
| B3 | It's Beginning To Hurt    | 1:59 |
| B4 | My Blue Heaven            | 2:19 |
| B5 | How Does It Go            | 2:59 |
| B6 | When The Chips Are Down   | 2:00 |